# Куинто Верчелезе
Куѝнто Верччелѐзе (на италиански: Quinto Vercellese; на пиемонтски: Quint, Куинт) е село и община в Северна Италия, провинция Верчели, регион Пиемонт. Разположено е на 140 m надморска височина. Населението на общината е 417 души (към 2010 г.).